# 羅爾德·達爾
羅爾德·達爾（1916年9月13日—1990年11月23日），是英國傑出兒童文學作家、劇作家、短篇小說作家。早年曾任英國皇家空軍飛行員和駐外情報官。達爾的作品流傳於大人或小孩中，極為知名，比較著名的作品有：《查理與巧克力工廠》（Charlie and the Chocolate Factory）、《飛天巨桃歷險記》（James and the Giant Peach）、《女房東》（The Landlady）、《瑪蒂達》（Matilda）、《女巫》（The Witches）、《吹夢巨人》（The BFG）和《丹尼，世界冠軍》 、《壞心的夫妻消失了》（The Twits）、《狐狸爸爸萬歲》（Fantastic Mr. Fox）等等
。

## 生平
羅爾德·達爾在1916年出生於威爾斯卡地夫的蘭達夫，雙親均是挪威人，父親名叫哈拉爾德·達爾（Harald Dahl），母親名叫蘇菲·瑪德蓮·達爾（Sofie Magdalene Dahl）。達爾一家在1880年代遷往卡地夫。羅爾德是因一個當時挪威的民族英雄北極探險家羅爾德·亞孟森而得名的。他在家中跟他的父母及姊姊艾絲翠得（Astrid）說的是挪威語。達爾和他的姊姊在他們父母上的教會——卡地夫挪威水手的教會施洗及命名。
在1920年，羅爾德3歲的時候，他7歲的姊姊艾絲翠得死於盲腸炎。大約一個月之後，他父親死於肺炎，享年57歲。他的母親雖然可以選擇回到挪威與親戚一起生活，但她還是決定留在英國，因為羅爾德的父親生前一直十分希望他的兒女能在英國接受教育，他認為英國的教育是最好的。
羅爾德最初就讀於天主教蘭達夫學校（Llandaff Cathedral）。8歲那年，他和四個朋友放了一隻死老鼠在「吝嗇又討人厭」的普萊契太太（Mrs. Pratchett）店中的糖果罐裡，校長為此打了他們一頓。
於是，羅爾德被轉到一所寄宿學校，但在那裡他過得非常不愉快。他十分想家，幾乎每天都會給家裡寫信，不過他從來都沒有在信裡顯示出他的不開心。在母親去世後，他才發現她收藏了所有當時往來的信件。
在德比郡的立普頓公學，他是級長的小跟班，在他的早年比較重要的一部份中，他擁有了他自己的小書桌。他的個子很高，在成年後有198公分，他擅長運動，因而成為學校的壁手球和壁球隊的隊長，還是學校足球隊的成員，這令他十分受人歡迎。那個時候，他逐漸喜歡上了攝影。在他就讀這所學校期間，吉百利食品公司（Cadbury），一家巧克力製造廠，偶爾會寄新的巧克力產品到他的學校讓學生測試味道。達爾常常想自己發明一些新的巧克力，希望得到吉百利食品公司的讚揚，而這也觸發了他的靈感，並以此寫出他的第三本書，《查理与巧克力工厂》。
在童年和青少年時期，他都會在暑假時回他父母親的祖國挪威，多數時間都是去享受海岸邊的峽灣。他的自傳作品:《男孩：我的童年往事》（Boy: Tales of Childhood）就主要是講述那段童年時光。
在完成學業後，他用了3個月在紐芬蘭與一個稱為公學探險組織（Public Schools' Exploring Society）的隊伍遠足。在1934年7月，他加入了壳牌公司（Shell Petroleum）。經過2年在英國的訓練後，他被調到坦葛尼喀（今属坦尚尼亞）的達累斯薩拉姆。他與其他兩位雇員前往那裡，居住在達累斯薩拉姆外圍地區的高級房屋，有著一個廚師和私家僕人。在工作上，他得橫越坦葛尼喀提供石油給顧客，他曾在途中遭到樹眼鏡蛇、獅子和其他野生動物的襲擊。

### 第二次世界大戰
在1939年的8月，第二次世界大戰逼近的時候，有一個計劃要將在達累斯薩拉姆的數百個德國人包圍。達爾和14個達累斯薩拉姆的英國人，在坦尚尼亞被任命為軍官，每人指揮一組英皇非洲步槍隊（King's African Rifles）民兵。達爾對此和包圍行動感到十分焦慮不安，但他還是完成了這命令。
之後，在1939年11月，他加入英國皇家空軍。在經過達累斯薩拉姆到奈洛比的600公里車程後，他獲許與其他20個人進行飛行訓練，他們當中有17人後來死於空戰。他以德哈维兰虎蛾机進行了7小時40分鐘的單飛實習。在他的飛行過程中，他十分享受鳥瞰肯亞的野生動物。他繼續往伊拉克巴格達附近的海本尼亚皇家空軍基地（RAF Habbaniya）進行高級飛行訓練。駕駛6個月霍克哈特式雙翼飛機（Hawker Harts）後，他成為空軍少尉，分派到皇家空軍第80中隊，駕駛老式的「格洛斯特格鬥士戰機」（Gloster Gladiator）。達爾在知道自己不會為空戰而受訓，甚至不會接受駕駛「格鬥士」的訓練時感到十分驚訝。
在1940年9月19日，達爾奉命駕駛他的「格鬥士」由埃及的Abu Suweir到阿米利亞補給燃料，而後又到利比亞Fouka第二次補給燃料，再飛往馬特魯港南方30公里的第80中隊小型機場。在最後一段航程，他找不到小型機場，而且夜色將近，燃料愈來愈少，他被迫試圖降落在沙漠中。不幸地，起落架撞上巨礫，令飛機墜毀，他的頭骨挫傷，鼻子陷到臉頰之中，兩眼受傷。他勉力把自己拖出那燃燒著的飛機殘骸。後來，他在第一本出版的作品（後敘）中提及過這一次飛機墜毀的事。皇家空軍發現這一次飛機墜毀是因為當初通知達爾的飛行地點完全錯誤，達爾誤飛至英國與意大利勢力範圍間的緩衝地帶，因而導致這次事件的發生。
達爾獲救並被後送至馬特魯港（Mersah Matruh）的急救站。他在那裡恢復了知覺，但他的視覺沒有同時恢復。之後他改送到亞歷山大港的英國皇家海軍醫院。他愛上了那裡的一個護士，瑪麗·威蘭（Mary Welland），也是他8星期後恢復了視力後第一個看到的人。（在他還未能看見的時候只是愛上她的聲音。恢復了視力後他決定不再愛她了）醫生們說他再也沒有機會飛行了，但在1941年2月，他被送往醫院的5個月後，他被允許離開，又投入飛行工作。
在這時候，80中隊在靠近希臘雅典的Elevsis，配備好霍克型的颶風式戰機在希臘之戰中與英國遠征軍並肩作戰。他在1941年4月駕駛他的颶風式戰機飛越地中海，他只有少許操作指南和7小時的練習時間。在這個戰爭的階段皇家空軍只有18架戰鬥機在希臘，14架霍克型的颶風式戰機和4架布倫海姆轟炸機。
4月15日，他在高昔斯（Chalcis）進行了他的第一次空戰，與六架正在攻擊船隻的轟炸機對戰，並操縱他的颶風式戰機打下一架容克88型俯衝轟炸機。在4月16日的另一場空戰中，他打下了另一架容克88型俯衝轟炸機。在4月20日達爾與空軍中隊長及他的朋友大衛·庫克（David Coke）繼續參與雅典之戰，打下一些敵機。
在德國仍在對雅典進行壓制時，達爾奉命撤回埃及。
80中隊重新被召集到巴勒斯坦的海法。有四個星期，達爾每天都得進行飛行任務，在6月8日他打下了敵方的侦察型波泰63型戰鬥機；6月15日，打下了敵方的容克88型俯衝轟炸機，但之後他開始頭痛，而且在飛機急速轉向或變速的時候，產生短暫失明或昏眩的症狀，他因此退役回到英國。這時他的軍階是空軍上尉。
1942年，他在調往美國華盛頓後開始寫作。他第一本出版的作品是Shot Down Over Libya，描述他「格鬥士」的墜毀事件，在1942年8月1日發表於《星期六晚報》（Saturday Evening Post）。塞西尔·斯科特·福雷斯特原先是希望達爾能先寫一點皇家空軍的趣事，他再加以潤飾使其更具故事性。不過當福雷斯特讀了達爾給他的故事後，他決定內文不需再經任何修改。原本的標題是 A Piece of Cake，後來的標題更具戲劇效果，但忽略了飛機墜毀與敵方行動毫無關係的事實。
在戰爭期間，福雷斯特在英國資訊處（British Information Service）工作，並為同盟國撰寫宣傳文宣，主要在於宣傳美國人的消耗。這讓達爾加入了間諜活動，隸屬於英国安全协调处（British Security Coordination），他的上司就是以勇敢聞名的加拿大間諜首腦威廉·史蒂芬遜（William Stephenson，或稱Intrepid）。在戰爭期間，達爾提供美方情報給史蒂芬遜。當達爾回到英國，由於大使館官員懷疑他對國家的忠誠，令他受到不合理的對待，達爾回憶道：「那些大男孩把我一腳踢出（情報單位）。」（大男孩此指年輕或經驗不足的官員）。史蒂芬遜之後晉升了他的官職，並把他送回華盛頓的工作崗位。戰後，達爾寫了一些關於神秘組織的歷史，他和史蒂芬遜即使在戰爭結束數十年後仍然維持著朋友關係。
戰爭結束後，達爾於1946年以少校階級退役。他5次空戰勝利的記錄經由戰後調查證實，軸心國的記錄也可以與此互相對照證實。

#### 家庭
達爾曾與奧斯卡金像獎得主的美國女演員帕翠夏·尼爾共度了30年的婚姻生活（1953年－1983年）。他們有5個孩子：奧莉維亞（7歲時死於麻疹）、泰莎、西奧（Theo）、奧菲利亞和露西。
當西奧4個月大的時候，坐的嬰兒車被計程車撞到，導致他的腦袋受到重傷，得了腦水腫，眼睛也幾乎瞎掉。羅爾德為此與幾位專家共同研究出了WDT（Wade-Dahl-Till），一種可以使症狀減輕的醫療品。西奧因而康復，之後順利長大成人。
1965年，尼爾在懷著第五個孩子露西時，曾三度中風。羅爾德試了各種方法讓她慢慢地康復過來，中風一年後，尼爾又能重新行走、說話了，他們在1983年離婚。他其後娶了芙莉希蒂·克羅斯蘭，這場婚姻就一直延續至羅爾德逝世為止。
奧菲利亞與醫生保羅·法莫爾共同建立了健康伴侶，一間旨在為那些貧困的社區提供醫療服務的非營利組織，她同時也是該組織的負責人。露西是洛杉磯的一個劇作家。泰莎的女兒蘇菲（羅爾德作品吹夢巨人中的夥伴的靈感來源）是一位知名的模特兒與作家。她描述外祖父為「非常特別的人—非常強壯、總是處於主導地位......他不像米佛姊妹的父親在屋子中大聲叫喊，取而代之的是確鑿而有把握的形式。

#### 反犹太主义
達爾宣稱他是反犹太主义者，為此他在以色列遭受到聯合抵制。
1983年夏，他在《文學評論》寫了一篇書評，批評通利·克里夫頓（Tony Clifton）發表在《新聞周刊》的《God Cried》——一本具高度爭議性、描述以色列入侵黎巴嫩的圖畫書。達爾的批評指出在1982年6月的黎巴嫩戰爭時，「我們都開始恨以色列人」。這本書容易使讀者採取極端的反犹太立場。根據傳記作者杰瑞米·特雷格罗恩（Jeremy Treglown）的說法，達爾起初寫了「我們都開始恨猶太人」，但《文學評論》的編輯基連·格林威（Gillian Greenwood）把達爾寫的「猶太人」改為「以色列人」。根據此版本的譯文，達爾順理聲稱：「我不是反犹太主义者。我是反猶太復國主義者。」據稱，達爾認為由於發表這些反猶太的言論，使自己不能成為一直很想當上的爵士。根據在2003年披露的政府文件所示，達爾曾經在1986年拒絕接受等位較低的英帝國官佐勳章（OBE勳銜），理由可能正是因為他太想要獲得爵士頭銜。達爾死後多年，其第二任妻子兼遺孀芙莉希蒂·達爾在2024年元旦授勳名單獲英廷頒授英帝國女爵級司令勳章（DBE勳銜），成為女爵士，以肯定其在推動與達爾相關的慈善及青少年兒童文學工作。
根據至少兩位傳記作家的說法，在達爾為自己的批評作辯護時，他告訴一位記者：「猶太人有一種特性，他們挑起仇恨......我的意思是，無論在任何地方反對任何東西，總是會有個原因；即使是像希特勒般可鄙的人也不是沒有原因地選擇他們的。」但是根據特雷格罗恩的說法，達爾仍舊與猶太人朋友私下保持友誼。
在晚年，達爾偶爾試圖淡化一些對於反犹太主义的指責，在作品《單飛》（Going Solo）中，有一些插曲同情地描寫了德國猶太人的流亡者；主張也與之前不同，宣稱他反對的是不公正，而不是猶太人。他從不曾從他對於以色列強硬的立場退縮，但是在1990年，離他逝世不遠之前他告訴英國獨立報：「我無疑地是反以色列的，且我逐漸成為反犹太主义。」

#### 逝世與遺產
1990年11月23日，羅爾德·達爾於自宅死於一種罕見的疾病，白血病前期併發症（myelodysplastic anaemia），享年74歲。遺體葬於其所屬教區的墓地。據他的孫女表示，家人為他舉辦了一場北歐海盜式的喪禮。陪葬物有snooker遊戲、紅葡萄酒、巧克力糖、HB鉛筆和電鋸。為了紀念他，於靠近艾爾斯伯里的白金漢郡郡立博物館內設立了羅爾德·達爾兒童畫廊。
2002年，一個威爾斯首府加的夫的地標，Oval Basin plaza，將名稱更改為「羅爾德·達爾廣場」（Roald Dahl Plass）。 「Plass」 即挪威語中的廣場，這也是對於作家挪威籍的認同。也有許多呼聲要求在公眾場合為他豎立永久性的雕像。
達爾對神經學、血液學和文學的慈善捐贈在他過世後，持續由其未亡人藉由「羅爾德·達爾基金會」來給予贊助。在2005年6月，「羅爾德·達爾博物館與故事中心」為了紀念羅爾德·達爾在文學上的貢獻於白金漢郡大米森登開幕。

## 寫作
藉由福雷斯特所激發的靈感，達爾出版了第一本作品 A Piece of Cake （後改名為Shot Down Over Libya），描述關於他在戰爭時期的歷險故事。這篇故事被《星期六晚報》以900元買下，這帶領他走向成為作家的道路上。聳動的書名其實與事實並不符合：達爾不是被射傷，而是在缺乏燃料的迫降時撞擊地面而受傷。
他的第一本兒童文學作品是《小頑皮》（The Gremlins），內容講述一種出現在RAF傳統民俗中頑皮的小動物。華特·迪士尼曾有意將其改編為電影，但終就沒有成功，書於1943年出版。達爾繼續創作一些20世紀兒童喜愛的故事，如《查理與巧克力工廠》、《瑪蒂達》和《怪桃歷險記》。
他在創作可怕而恐怖的成人短篇故事方面亦十分成功，往往都有黑暗的幽默意識及令人驚訝的結局。很多本來發表在美國雜誌，就像婦女居家雜誌（Ladies Home Journal）、哈潑雜誌（Harper's）、花花公子和紐約客，達爾之後將這些文章收錄於文選集中發表，作品獲得了全球性的讚賞。達爾寫過超於60個短篇故事，這是一個十分巨大的數目，但只有一部分在他死後出版成書（見羅爾德·達爾短篇故事列表）。他的故事亦給他帶來了三個愛倫·坡獎：在1954年，Someone Like You；1959年，故事The Landlady；1980年，以Skin電影為基礎寫作的的短篇故事Tales of the Unexpected 。
他較著名的成人小說，吸煙者（The Smoker），或稱Man from the South，拍攝成影集Alfred Hitchcock Presents, 並改編成1995年電影Four Rooms中昆汀·塔倫提諾（Quentin Tarantino）的部分。他的短篇故事集Tales of the Unexpected 成功地改編為同名的電視影集。短篇故事中有一部分經猜測是出自於他虛構的叔叔奧斯沃的日記，這些故事中的主角，一位富有的紳士。
在達爾相較之下比較沒那麼成功的1960年代，他開始寫電影劇本。其中兩部由伊恩·弗萊明（Ian Fleming）改編為小說：詹姆士·龐德（James Bond）的You Only Live Twice和Chitty Chitty Bang Bang。他也改編自己的作品，如《威利旺卡與巧克力工廠》（Willy Wonka and the Chocolate Factory）。
與妻子芙莉希蒂合著的Memories with Food at Gipsy House於過世後在1991年出版，書內穿插著食譜—家人與達爾共同回想與沉思出的、以喜愛吃的食物為主的食譜，如巧克力、洋蔥和紅葡萄酒。
他的大部分兒童文學作品的插圖都是昆丁·布雷克（Quentin Blake）畫的。

### 兒童小說
達爾的兒童文學作品常常從一個小孩的觀點記述，通常會包括成人反派角色—憎恨並虐待小孩的人，至少有一「好的」大人來減輕反派角色帶來的影響（據一份或許遭到濫用的參考文獻，達爾常將其在寄宿學校的經驗融入作品中）。內容大多包含黑色幽默、古怪的情節和可怕的暴力。《女巫》與《瑪蒂達》即套用了這個公式。《吹夢巨人》遵守並加以推廣這個公式：「好巨人」（the BFG或Big Friendly Giant）代表那些「好的」大人的原型，而其他巨人代表著「壞的」大人。這公式也出現在一部分達爾的劇本中，如Chitty Chitty Bang Bang。階級意識的主題，如以是否帶面罩決定身份地位，也出現在一些作品中如《狐狸爸爸萬歲》（Fantastic Mr Fox）和《咱們是世界最佳搭檔》（Danny, the Champion of the World）。在達爾書中的另一特色是，肥胖的角色通常會是兒童，如《查理與巧克力工廠》的古魯（Augustus Gloop）、《女巫》的布魯諾·詹金斯（Bruno Jenkins）和《瑪蒂達》的布魯士·波格托（Bruce Bogtrotter），不過這也有例外：有一位「巨大」的要角Aunt Sponge出現在《怪桃歷險記》。
達爾的母親常常給他和他的姊妹們說故事，說關於傳說中的巨人和其他虛構的挪威的東西，因此有一些他的兒童文學作品如《吹夢巨人》等都會出現這些巨人等虛構之物。

## 作品列表

### 兒童文學作品

#### 兒童故事
- 1943年：小頑皮（The Gremlins）
- 1961年：飛天巨桃歷險記（James and the Giant Peach）
- 1964年：查理與巧克力工廠（Charlie and the Chocolate Factory）
- 1966年：神奇魔指（The Magic Finger）
- 1970年：了不起的狐狸爸爸 (小说)（Fantastic Mr Fox）
- 1973年：玻璃大升降機歷險記（Charlie and the Great Glass Elevator），《查理與巧克力工廠》的續集。
- 1975年：咱們是世界最佳搭檔（Danny the Champion of the World），另譯《世界冠軍丹尼》
- 1977年：The Wonderful Story of Henry Sugar and Six More
- 1978年：大大大大的鱷魚（The Enormous Crocodile）
- 1980年：壞心的夫妻消失了（The Twits）
- 1981年：喬治的神奇魔藥（George's Marvelous Medicine）
- 1982年：吹夢巨人（The BFG）
- 1983年：女巫（The Witches）
- 1985年：長頸鹿、小鵜兒和我（The Giraffe and the Pelly and Me）
- 1988年：瑪蒂達（Matilda），或譯《小魔女》
- 1989年：喂咕嗚愛情咒（Esio Trot）
- 1991年：The Minpins
- 1991年：The Vicar of Nibbleswicke

#### 兒童詩歌
- 1982年：Revolting Rhymes
- 1983年：Dirty Beasts
- 1989年：Rhyme Stew

### 成人小說

#### 長篇小說
- 1948年：Sometime Never: A Fable for Supermen
- 1979年：超完美情夫（My Uncle Oswald）

#### 短篇小說集
- 1946年：Over To You: Ten Stories of Flyers and Flying
- 1953年：Someone Like You
- 1960年：Kiss Kiss
- 1969年：Twenty-Nine Kisses from Roald Dahl
- 1979年：達爾驚奇小說選一：南美怪客（Tales of the Unexpected）
- 1974年：Switch Bitch ISBN 0-1400-4179-6
- 1980年：達爾驚奇小說選二：開羅豔遇（More Tales of the Unexpected）
- 1978年：羅德·道爾精選集（The Best of Roald Dahl）
- 1983年：羅德·道爾的鬼故事（Roald Dahl's Book of Ghost Stories）
- 1989年：啊，美妙神秘的生命（Ah, Sweet Mystery of Life: The Country Stories of Roald Dahl）
- 1991年：達爾短篇故事集（The Collected Short Stories of Dahl）
- 1986年：Two Fables
- 1997年：The Great Automatic Grammatizator
- 2000年：The Mildenhall Treasure
- 2006年：Roald Dahl: Collected Stories

### 非小說類
- 1984年：男孩－我的童年往事（Boy – Tales of Childhood）至16歲的生平資料，尤其在20世紀初在英國的學習生涯。
- 1986年：單飛（Going Solo）自傳的續編，記述了他在貝殼石油公司和在坦尚尼亞戰前的工作。
- 1986年：Measles, a Dangerous Illness [13]
- 1991年：Memories with Food at Gipsy House
- 1991年：Roald Dahl's Guide to Railway Safety
- 1993年：My Year
- 1993年：The Roald Dahl Ominibus

### 劇本
- 1955年：The Honeys 創作於百老匯長畝劇場。

### 電影劇本
- 1967年：
- 1968年：Chitty Chitty Bang Bang
- 1971年：The Night Digger
- 1971年：歡樂糖果屋

## 逸事

### 遺言
羅爾德·達爾在他臨終前為了安撫伴隨身邊的家人，於是溫柔地宣讀他的遺言：「其實我並不害怕死亡，只是真的會很想念大家。」當達爾漸漸失去意識之際，護士替他注射了嗎啡以減少其痛楚。在扎針的瞬間，達爾突然驚醒並大喊：「喔，我肏！(Ow, fuck!)」這句話也成為了達爾真正的遺言。

## 資料庫
- Philip Howard, "Dahl, Roald (1916–1990)", Oxford Dictionary of National Biography, 牛津大學出版社，2004年; online edn，2006年5月 http://www.oxforddnb.com/view/article/39827 （页面存档备份，存于） 出版於2006年5月24日

## 外部連結
- 官方網站（英）（页面存档备份，存于）
- 羅爾德·達爾基金會網站（英） （页面存档备份，存于）
- 羅爾德·達爾博物館（英） （页面存档备份，存于）
- 羅爾德·達爾狂熱愛好者（英） （页面存档备份，存于）
- 來自卡地夫的羅爾德·達爾（英）
- 羅爾德·達爾（英） （页面存档备份，存于）
- 羅爾德·達爾生平（英） （页面存档备份，存于）
- 挪威廣播公司對羅爾德·達爾以挪威語的無線電話訪問(1975年)（英）
- 羅爾德·達爾怎樣創作故事（英） （页面存档备份，存于）（BBC（UK））